# Deixa Eu Te Contar
Deixa Eu Te Contar é uma peça teatral brasileira de comédia. Em alguns meses após sua estreia em dezembro de 2014, no Teatro Regina Vogue, em Curitiba, ganhou uma turnê nacional. Com duração de 60 minutos, a peça foi assistida por mais de 100 mil pessoas.

## Produção
Afonso Padilha, que trabalha como roteirista no Porta dos Fundos, após ouvir a história de Bruna Louise, se interessou e escreveu e adaptou um roteiro para uma peça para Louis e Kéfera Buchmann.

## Elenco
- Kéfera Buchmann
- Bruna Louise[5]
- Danilo França[6]

## Apresentações
- Teatro Regina Vogue (estreia)

### 2015
Abril
- Londrina - Teatro Marista
- Maringá - Teatro Calil Haddad
- Porto Alegre - Teatro Amrigs

Maio
- Belo Horizonte - Cine Teatro Brasil
- Americana - Teatro Paulo Autran
- São José dos Campos - Teatro Univap
- Mogi Guaçu - Teatro TUPEC

Junho
- São Paulo - Teatro Gazeta

Setembro
- Curitiba - Teatro Bom Jesus
- Florianópolis - Teatro Governador Pedro Ivo

## Recepção
Nelson de Sá, em sua crítica para Folha de S.Paulo escreveu: "[A peça] é uma febre que remete, em mais de um sentido, ao fenômeno dos filmes cômicos da série "Pitch Perfect" ("A Escolha Perfeita"), a começar do público. (...) Um humor escatológico, de palavrões, de vestiário, antes restrito, no cinema como no teatro, aos meninos. (...) É uma peça com muita referência ao ambiente digital, dos smartphones às ferramentas mais recentes. Tecnologia que contrasta com cenário e figurinos, pobres em custo e imaginação, e com os equipamentos cênicos do Gazeta, paupérrimos, até perigosos. Com texto irregular como vídeo de YouTube, depende quase que exclusivamente da comicidade, da espontaneidade e do fascínio de internet das atrizes. É o que basta para seu público, que está ali para ver, fotografar com celular e quem sabe tocar os ídolos, sobretudo Kéfera."